# Musica moralia
musica moralia (Meggyesházi Éda) különleges hangulatú, experimentális poszt-folk világú énekesnő, zenész. Saját megfogalmazása szerint csendes zajt játszik – egyszer cimbalommal, máskor zongorával. 

## Pályafutása
A zenélést egy kéthúros gitárral kezdte és a zongorával, majd a csellóval folytatta, eközben megmagyarázhatatlan vonzalmat érez a ’80-as évek elektromos orgonáihoz is. Több mint tíz éve van jelen a zenei színtéren Magyarországon, Németországban, Hollandiában. 2012-es első megjelenését, a nagyrészt csellón és elektromos orgonán íródott tooth and teeth EP-t. 2016-ban követte debütáló nagylemeze hell is coming home címmel, intim, rendkívül személyes, cimbalmon, zongorán, orgonán előadott dalokkal, a Normafa Records megjelenésében. 
A musica moralia jelenleg második nagylemezén dolgozik, a lemezfelvételen és az élő fellépéseken zenekarral kiegészülve, Meggyesházi Éda (cimbalom, orgona, ének) mellett Jakab Péter (gitár, basszusgitár, szintetizátor) és Király Márton (dob) működik közre.

## Diszkográfia
- 2012 – tooth and teeth (EP)
- 2016 – hell is coming home (LP)